# Bauyrschan Äbdischew
Bauyrschan Tüiteiuly Äbdischew (kasachisch Бауыржан Түйтейұлы Әбдішев, russisch Бауржан Туйтеевич Абдишев; * 3. Juni 1968 in Atassu, Kasachische SSR) ist ein kasachischer Politiker.

## Leben
Bauyrschan Äbdischew wurde 1968 in Atassu in der Oblast Karaganda geboren. Er schloss 1993 das Polytechnische Institut in Karaganda als Maschinenbauingenieur ab. 1998 folgte ein Abschluss in Ökonomie an der Staatlichen Universität Qaraghandy und 2005 folgte ein Abschluss an der Russischen Zollakademie.
Von 1992 bis 1995 arbeitete er für die Verkehrsbetriebe der Stadt Qaraghandy, wo er zuständig war für die Busflotte. Zwischen 1995 und 1999 war er Inspektor, Chefinspektor und dann Leiter der Zollabteilung des Gebietes Qaraghandy. Anschließend war er 1999 stellvertretender Leiter Zollverwaltung des Gebietes Qostanai und dann des Gebietes Qaraghandy. Von 1999 bis 2002 war er stellvertretender Chef des Zollschutzes und des Zollkomitees des Ministeriums für Staatseinnahmen. Zwischen Februar 2002 und Juli 2003 bekleidete er den Posten des Leiters der Zollverwaltung des Gebietes Pawlodar und anschließend von Juli bis Oktober 2003 stellvertretender Vorsitzender der Zollaufsichtsbehörde Kasachstans sowie stellvertretender Vorsitzender des Zollkontrollkomitees des kasachischen Finanzministeriums. Danach war er stellvertretender Vorsitzender des Innovationskomitees der Regierungspartei Nur Otan. Von Januar 2010 bis September 2012 war Äbdischew Bürgermeister von Qaraghandy, bevor er für ein paar Monate lang stellvertretender Umweltminister Kasachstans war. Am 29. Januar 2013 wurde er zum Äkim (Gouverneur) des Gebietes Qaraghandy ernannt. Diesen Posten bekleidete er bis zum Juni 2014.
Am 24. September 2014 wurde Äbdischew wegen Korruptionsverdacht verhaftet. Er war dabei einer von insgesamt 21 Politikern, darunter der ehemalige Premierminister Serik Achmetow und der ehemalige Bürgermeister von Qaraghandy Meiram Smaghulow, die in einem der größten Korruptionsprozesse Kasachstans angeklagt wurden. Im Dezember 2015 wurde er von einem Gericht in Qaraghandy zu fünf Jahren Haft verurteilt. Im April 2016 wurde seine Haftstrafe auf drei Jahre verkürzt und einen Monat später wurde er auf Bewährung entlassen.